# Будзинь (гміна)
Гміна Будзинь (пол. Gmina Budzyń) — місько-сільська гміна у північно-західній Польщі. Належить до Ходзезького повіту Великопольського воєводства.
Станом на 31 грудня 2011 у гміні проживало 8422 особи.
Статус з сільської на місько-сільську змінено 1 січня 2021 року.

## Територія
Згідно з даними за 2007 рік площа гміни становила 207.61 км², у тому числі:
- орні землі: 59.00%
- ліси: 36.00%

Таким чином, площа гміни становить 30.50% площі повіту.

## Населення
Станом на 31 грудня 2011:
| Опис     | Загалом | Загалом | Чоловіки | Чоловіки | Жінки | Жінки |
| -------- | ------- | ------- | -------- | -------- | ----- | ----- |
| одиниця  | осіб    | %       | осіб     | %        | осіб  | %     |
| все      | 8422    | 100     | 4262     | 50.61    | 4160  | 49.39 |
| міське   | 0       | 100     | 0        |          | 0     |       |
| сільське | 8422    | 100     | 4262     | 50.61    | 4160  | 49.39 |

## Сусідні гміни
Гміна Будзинь межує з такими гмінами: Вонґровець, Марґонін, Ричивул, Роґозьно, Ходзеж, Чарнкув.